# Курочкін Олександр Дмитрович
Курочкін Олександр Дмитрович (1926–2002) — радянський, український кінорежисер. Член Національної спілки кінематографістів України. Нагороджений медалями.

## Біографічні відомості
Народився 10 серпня 1926 р. в м. Іркутську (Росія) в родині службовця.
Учасник Німецько-радянської війни.
Закінчив режисерський факультет Всесоюзного державного інституту кінематографії (1950, майстерня С. Й. Юткевича).
З 1958 р. — режисер Ялтинської кіностудії.
У 1968 році зняв дитячий художній пригодницький фільм «Пасажир з „Екватора“», що став одним з улюблених у юної аудиторії. А пісня «Маленький принц» композитора М. Тарівердієва досі хвилює серця слухачів.
Помер 10 квітня 2002 р.

## Фільмографія
Поставив художні фільми:
- «Випереджаюча вітер» (1958, у співавт. з В. Довганем)
- «Грізні ночі» (1960, реж. у співавт. з В. Довганем; авт. сцен. у співавт. з В. Довганем і Г. Северським)
- «Капітани блакитної лагуни » (1962, у співавт. з А. Толбузіним)
- «Про що мовчала тайга» (1965)
- «Пасажир з „Екватора“»
- «Нові пригоди барона Мюнхаузена» (1972, короткометражний)